# Zilla (kaiju)
Zilla (ジラ Jira?) es la criatura que apareció en la película de 1998 Godzilla, es la versión estadounidense del monstruo japonés Godzilla. 
Se cree que es de una mutación de una iguana marina o un dragón de Komodo a consecuencia de las pruebas nucleares que los franceses realizaron en el Pacífico Sur, haciendo que creciera hasta alcanzar un prominente tamaño.
A diferencia de Godzilla, Zilla reemplaza fuerza y resistencia por velocidad y agilidad.

## Historia
El primer conocimiento de la existencia de Zilla se remonta a un misterioso ataque a un carguero de pesca japonés, en donde los únicos supervivientes relataban que habían sido atacados por Gojira. El nombre de Godzilla fue adoptado por las cadenas de televisión estadounidenses.
El monstruo es perseguido por el ejército estadounidense, un biólogo, dos periodistas y 5 miembros del servicio de inteligencia francés.
Después de viajar a Nueva York, el reptil pone cientos de huevos en el interior del estadio Madison Square Garden. Este es bombardeado por el ejército para destruir el nido.
El monstruo es perseguido por la ciudad, queda atrapado en el puente de Brooklyn, y es abatido por un ataque de cohetes disparados por los mismos F18 que bombardearon su nido.
Sin embargo, uno de los huevos sobrevive y un nuevo bebé nace de él. Supuestamente este Zilla Jr. es el mismo que aparece en la película Godzilla Final Wars. Siendo con controlado por Xiliens, Zilla es mandado a Sídney para atacarla. Además, este monstruo es mucho más grande que el anterior midiendo 90 metros de largo en vez de 60 metros, siendo casi de la misma altura que Godzilla.

## Otras apariciones

### Serie animada
Después de la película, fue producida una serie animada para seguir los pasos de Zilla Jr. que sobrevivió al final de la película.
Esta vez la idea del nuevo Zilla Jr. tratara de estar acorde con la idea del Godzilla original. Un grupo de personas formaron una organización llamada H.E.A.T., que seguirán de cerca los pasos de este nuevo Zilla, para investigarlo, y este monstruo es el que lucha alrededor del mundo contra nuevas criaturas que emergen de todo el mundo ( la gran mayoría de ellas creadas en las mismas pruebas nucleares francesas). Esta serie trata de reparar las libertades tomadas por la película; haciendo por ejemplo que el monstruo sea más fuerte y resistente, no se reproduzca y sea capaz de lanzar un rayo atómico.
En la serie también se introduce a Cyber-Godzilla o Cyber-zilla (Nombre Japón:サイバーゴジラ) quien es la original Zilla y madre biológica de Zilla Jr. que anido en Nueva York y fue asesinada por los misiles de los F18. Los alienígenas de la nave espacial Leviathán mutilaron y resucitaron su cadáver mediante tecnología alienígena/humana. Está completamente bajo el control extraterrestre, pero reconoce que Zilla Jr. es su hijo.
Zilla Jr. es controlado para aliarse a Cyber-Zilla por medio de control mental por parte de los extraterrestres para atacar a Nick Tatopoulus y a su equipo. Pero Zilla Jr. finalmente se libera del control metal y se rebela contra su madre (deduciendo que ya no era su madre) y en la lucha le quita el brazo derecho cibernético. En el enfrentamiento final Zilla Jr. también le arranca el metal que cubre su pecho y muchos de sus cables, haciendo que el resto de Cyber-Zilla entre en cortocircuito matándola para siempre y haciéndola descansar en paz.  Es la derrota más violenta a un monstruo que se muestra en la serie.
El rugido del Cyber-zilla fue cambiado por un sonido más metálico y su color de la piel se cambió a un color marrón claro, que muestra la decadencia y putrefacción.  Su aliento atómico es azul, como el Godzilla japonés, y tiene un disco en el pecho que puede reflejar el armamento y puede disparar misiles de sus aletas dorsales las cuales se han vuelto blancas de igual manera por la putrefacción en la que se encontraba su cadáver.

### Series Millenium de Godzilla
Se reconoce a la serie Millenium (O Shinsei) de la franquicia de Godzilla al periodo entre Godzilla 2000 de 1999 y Godzilla Final: Wars de 2004; además de las dos mencionadas, las demás películas de esta era son Godzilla tai Megaguirus: G Shōmetsu Sakusen (2000), Godzilla, Mothra, King Ghidorah: Daikaijū Sōkōgeki (2001), Godzilla × Mechagodzilla (2002), Godzilla x Mothra x Mechagodzilla: Tokyo S.O.S. (2003) y Godzilla: Final Wars (2004).
Surgió en parte como una respuesta por parte de la Toho a la mala recepción que sufrió la película de 1998, y a excepción de Godzilla × Mechagodzilla y su continuación Godzilla x Mothra x Mechagodzilla: Tokyo S.O.S., todas las películas pertenecen a universos separados que solo tienen en cuenta la primera película de 1954. 
Un detalle interesante al principio de la película del 2001 Godzilla, Mothra, King Ghidorah: Daikaijū Sōkōgeki, es que se menciona que un monstruo atacó Nueva York a finales del siglo XX, al cual los estadounidenses confundieron con Godzilla.

#### Godzilla: Final Wars
Fue en Godzilla: Final Wars (2004) donde se le dio el nombre oficial "Zilla" (Como referencia a que la película de 1998 le quitó el "God" ("Dios" en inglés) al nombre "Godzilla").
En esta película Zilla aparece destruyendo la ciudad de Sídney, al mismo tiempo que Rodan, Anguirus, King Caesar, Kamacuras, Kumonga, Hedorah y Ebirah atacaban otras partes del mundo. Todos estos monstruos, sin embargo, son capturados por los Xilien, una raza alienígena. Eventualmente los mismos Xilien van liberando a los monstruos en su intento por derrotar a Godzilla; siendo Zilla su siguiente opción luego de que derrotara a Gigan. Zilla corre a toda velocidad hacia Godzilla, este le lanza su rayo atómico pero Zilla lo esquiva con un gran salto, al mismo tiempo Godzilla lo golpea con su cola tirándolo contra la Ópera de Sídney y le lanza nuevamente su rayo atómico destruyéndolo por completo. Siendo la pelea más corta de la película.

#### Godzilla: Rulers of Earth
En el cómic "Godzilla: Rulers of Earth", el kaiju Conocido como Zilla, llegó a Honolulu, Hawái, fue en un tremendo alboroto y se enfrentó con las fuerzas especiales CKR que fueron allí, hasta que llegó Godzilla. Los dos monstruos lucharon entre sí, pero en última instancia, la lucha llegó a un empate, ya que las fuerzas de CKR se entrometían. Zilla desapareció sin que Godzilla se diera cuenta.

## Nombres
En la película de 1998, un sobreviviente de un barco atacado por el monstruo lo identifica como Gojira (Se desconoce si es una leyenda urbana en Japón o, como en la realidad, es conocido por las películas); más tarde un reportero lo llama erróneamente Godzilla, en referencia a las variaciones de traducción japonesa e inglesa en la vida real sobre el nombre del monstruo. Para evitar confusión, y antes de que la versión de Godzilla: Final Wars se llamase oficialmente Zilla, se le han dado varios nombres a la versión de la película estadounidense, el más común siendo GINO, un acrónimo de la frase en inglés "Godzilla In Name Only" (Godzilla solo en el nombre), otros nombres que se le dieron fueron Godzilla Americano, TriStar Godzilla, Godzilla 1998, Fraudzilla, o Deanzilla (puesto por el nombre del productor de la película, Dean Devlin).

## Diferencias entre Godzilla y Zilla
Zilla es muy diferente a Godzilla, su anatomía es más parecida a la de una iguana fusionada con un humano e inicialmente no puede lanzar su aliento atómico pero si lanza aliento de fuego o incluso aliento huracán inflamable. Nació debido a las pruebas nucleares que Francia realiza en la Polinesia y no a raíz del bombardeo de las ciudades japonesas de Hiroshima y Nagasaki en la Segunda Guerra Mundial. También es más esbelto que Godzilla, con un comportamiento más animal y con una escasa resistencia a comparación del Godzilla verdadero. Esto queda demostrado en la película (Godzilla 1998) cuando Zilla es llevado a una trampa para hacerlo comer atún, entonces las tropas estadounidenses abren fuego, aunque solo fue tocado por balas, fue suficiente para hacerlo sangrar.
En la serie animada se retoma la idea del aliento atómico y Zilla crea una relación de amistad con Nick (ya que piensa es su padre). Durante la serie, Zilla deberá enfrentarse en combates contra muchos otros monstruos.
En el cómic "Godzilla: Rulers of The Earth" Zilla había mejorado la velocidad, la agilidad y una piel que era mucho más grueso que sus contrapartes. También fue muy fuerte, tan fuerte, de hecho, que era capaz de hacer frente a Godzilla en pie de igualdad y poner fin a su lucha en un empate. Sus orígenes no son discutidos, pero según el cómic, Zilla también es una criatura ancestral.